# Tertuliano radiotelevisivo
El tertuliano radiotelevisivo es un invitado habitual, por lo general no profesional de la comunicación, que opina en las tertulias de la radio y/o televisión.
En principio estos tertulianos o contertulios, eran invitados por ser expertos o profesionales del tema tratado durante el debate, generalmente en espacios dedicados a la política, o temas sociales de actualidad, como la tertulia dirigida en España por el periodista José Luis Balbín en el espacio La clave.
Sin embargo de forma progresiva y siguiendo populares modelos de las televisiones italianas y estadounidenses, parte de los tertulianos radio-televisivos se han convertido en personajes supuestamente especializados en cotilleos amarillistas y prensa del corazón, más o menos cercano a los famosos, incluyendo a todo tipo de celebridades, antiguos paparazzis y exconcursantes de reality shows.